# Xalpa
Xalpa är en ort i Mexiko.   Den ligger i kommunen Cochoapa el Grande och delstaten Guerrero, i den sydöstra delen av landet, 270 km söder om huvudstaden Mexico City. Xalpa ligger 1 451 meter över havet och antalet invånare är 215.
Terrängen runt Xalpa är bergig åt nordväst, men åt sydost är den kuperad. Terrängen runt Xalpa sluttar söderut. Runt Xalpa är det ganska glesbefolkat, med 43 invånare per kvadratkilometer. Närmaste större samhälle är El Coyul, 12,0 km öster om Xalpa. I omgivningarna runt Xalpa växer huvudsakligen savannskog.